# Cirrhochrista cyddippealis
Cirrhochrista cyddippealis là một loài bướm đêm trong họ Crambidae.